# Rubha Langanes

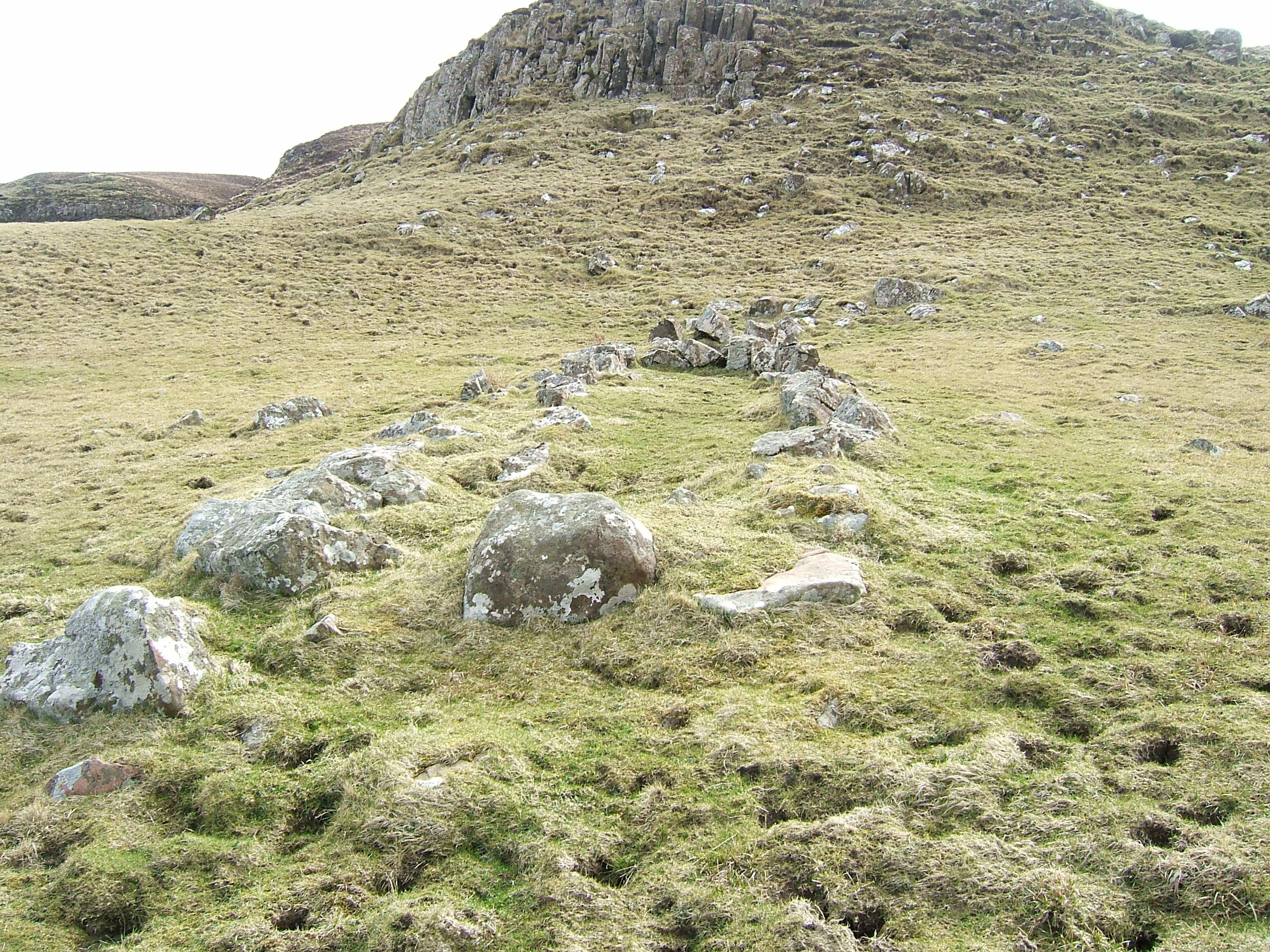
Uaigh Righ Lochlainn

Rubha Langanes oder Uaigh Righ Lochlainn (deutsch „Das Grab des Königs von Norwegen“ – auch Rudha Langanes, Rudha Langaninnis oder Tarbert genannt) ist eine schmale, rechteckige Struktur, etwa 11,0 Meter lang und 2,2 Meter breit. Sie befindet sich an der Nordküste der Insel Canna, der schottischen Inneren Hebriden in Argyll and Bute. Etwa 20,0 m oberhalb auf dem grasbewachsenen Felsvorsprung unterhalb der Klippen liegen eine zweite wesentlich kleinere (3,5 × 1,4 m) und eine dritte Steinsetzung (7,7 × 2,6 m).
Canmore, die nationale Datenbank für historische Monumente in Schottland, nahm zunächst an, dass die Anlage ein Wikinger- oder Schiffsgrab ist; heute wird von einem Siedlungsplatz ausgegangen, der der Steinsetzung Diarmaid’s Grave am Loch Duich ähnlich ist. Ähnliche Strukturen auf Arran und Colonsay wurden durch Münzfunde auf das 9. Jahrhundert datiert.
Die Wikinger und ihre nordischen Verbündeten regierten das Königreich der Inseln, wozu auch die Hebriden gehörten, vom 9. Jahrhundert bis zum Jahre 1266 (Frieden von Perth). Schriftliche Aufzeichnungen existieren nur wenige, aber die Besetzung von Canna ist durch nordische Ortsnamen (Sanday) offensichtlich, wobei der Name "Canna" wohl pränordisch ist.